# Gonocephalus
Gonocephalus es un género de saurópsidos escamosos agámidos. Se distribuyen por el Sudeste Asiático.

## Especies
El género Gonocephalus se compone de unas 19 especies, mostradas en la siguiente lista:
- Gonocephalus abbotti Cochran, 1922.
- Gonocephalus bellii (Duméril & Bibron, 1837).
- Gonocephalus beyschlagi (Boettger, 1892).
- Gonocephalus bornensis (Schlegel, 1848).
- Gonocephalus chamaeleontinus (Laurenti, 1768).
- Gonocephalus doriae (Peters, 1871).
- Gonocephalus grandis (Gray, 1845).
- Gonocephalus inauris Harvey, Sarker, Sidik, Kurniawan & Smith, 2023.[2]
- Gonocephalus interruptus (Boulenger, 1885).
- Gonocephalus klossi (Boulenger, 1920).
- Gonocephalus kuhlii (Schlegel, 1848).
- Gonocephalus lacunosus Manthey & Denzer, 1991.
- Gonocephalus liogaster (Günther, 1872).
- Gonocephalus megalepis (Bleeker, 1860).
- Gonocephalus mjobergi Smith, 1925.
- Gonocephalus pyrius Harvey, Rech, Riyanto, Kurniawan & Smith, 2021.[3]
- Gonocephalus robinsonii (Boulenger, 1908).
- Gonocephalus semperi (Peters, 1867).
- Gonocephalus sophiae (Gray, 1845).